# Csi Kung
Csi Kung (Ji Gong) (eredeti nevén: Liu Hsziu-jüan (Li Xiuyuan) 李修缘 / 李修緣; szerzetesi nevén: Tao-csi (Daoji) 道济 / 道濟) csan buddhista szerzetes volt a Déli Szung (Song)-dinasztia idején. A legendái szerint természetfeletti erővel rendelkezett, amelyet a szegények megsegítésére és a igazságtalanságok megszüntetésére használt. A heves vérmérsékletéről, különc viselkedéséről is híres szerzetes fittyet hányva a vallási előírásokra bort ivott és húst evett. Halála után népi hőssé vált, alakja pedig egy kisebb istenséggé formálódott a kínai népi vallásosságban. Történeteit népmesék és buddhista példabeszédek (kóan) őrizték meg.

## Története
Csi Kung (Ji Gong) alakja nem bukkan fel a korabeli buddhista krónikákban, majd csak jóval később, a Ming-dinasztia (1368-1644) idején jelennek meg róla a beszámolók, melyek pontos, megbízható életrajz helyett leginkább csak legendájával foglalkoznak.
Csi Kung (Ji Gong) egy Li Mao-csun (Li Maochun) (李茂春) nevű katonai tanácsadó fiaként született 1133-ban. Szülei halálát követően, 18 éves korában Hangcsou (Hangzhou)ba került, ahol a Lingjin (Lingyin) templomban szerzetessé avatták. Huj-jüan (Huiyuan) volt a mestere, akitől a Tao-csi (Daoji) szerzetesi nevet is kapta. Csi Kung (Ji Gong) nem tartotta be a szigorú buddhista előírásokat: nyíltan hódolt a borivás és a húsfogyasztás szenvedélyének. Koszos, rongyos csuhába gyakran részegen kódorgott az utcákon. Ezért is kapta „Az őrült Csi (Ji)” (Csi Tien (Ji Dian) 济癫 / 濟癫) gúnynevet. Mindezek ellenére a jószívű Csi Kung (Ji Gong) mindig készen állt a rászorulók, az elesettek megsegítésére, bátran harcolt az igazságtalanságok ellen. Amikor szerzetestársai megelégelték különc viselkedését, kizárták a kolostorból. Csi Kung (Ji Gong) ekkortól kezdve az utcákat járva segített az embereknek, ahol csak tudott.
Az alakja köré szövődő legendák szerint természetfeletti képességekkel is rendelkezett, úgy tartották róla, hogy talán egy bódhiszattva inkarnációja vagy egy arhat reinkarnációja. A leggyakrabban a tizennyolc arhat sorába tartozó Hsziang-lung Lo-han (Xianglong Luohan) (降龙罗汉 / 降龍羅漢) inkarnációjának vélték.
Csi Kung (Ji Gong)ot halála után nem sokkal taoista istenné avatták, később pedig gyakorta hivatkozták rá a buddhista példabeszédekben is.

## Ábrázolása
A mindig szélesen mosolygó vagy hahotázó Csi Kung (Ji Gong)ot rendszerint rongyos szerzetesi ruhába ábrázolják. Jobb kezében egy palack bort, baljában pedig legyezőt tart. Fövegén a „Buddha” jelentésű fo 佛 írásjegy olvasható. Olykor sarujával a kezében jelenik meg.
Csi Kung (Ji Gong) alakját számos kínai tévé és mozifilmben, televíziós sorozatban feldolgozták.

## Fordítás
- Ez a szócikk részben vagy egészben  a   Ji Gong című angol Wikipédia-szócikk ezen változatának fordításán alapul.  Az eredeti cikk szerkesztőit annak laptörténete sorolja fel. Ez a jelzés csupán a megfogalmazás eredetét és a szerzői jogokat jelzi, nem szolgál a cikkben szereplő információk forrásmegjelöléseként.
- Ez a szócikk részben vagy egészben  a(z)   济公 című kínai Wikipédia-szócikk ezen változatának fordításán alapul.  Az eredeti cikk szerkesztőit annak laptörténete sorolja fel. Ez a jelzés csupán a megfogalmazás eredetét és a szerzői jogokat jelzi, nem szolgál a cikkben szereplő információk forrásmegjelöléseként.